# Красновка (Херсонская область)
Красновка (укр. Краснівка) — село в Кочубеевской сельской общине Бериславского района Херсонской области Украины.
Почтовый индекс — 74010. Телефонный код — 5535.

## Население
Население по переписи 2001 года составляло 103 человека.

### Языковой состав
Родной язык населения по данным переписи 2001 года:
| Язык       | Численность, чел. | Доля     |
| ---------- | ----------------- | -------- |
| Украинский | 91                | 88,35 %  |
| Русский    | 12                | 11,65 %  |
| Итого      | 103               | 100,00 % |